# 혼란스런 아나
혼란스런 아나(Caotica Ana, Chaotic Ana)는 스페인에서 제작된 훌리오 메뎀 감독의 2007년 영화이다. 마누엘라 벨레즈 등이 주연으로 출연하였다.

## 출연

### 주연
- 마누엘라 벨레즈
- 샬롯 램플링

### 조연
- 베베
- 아시어 뉴먼
- 니콜라스 카잘
- 라울 페나
- 게리트 그라함
- 마티아스 하비흐
- 루이스 호마르
- 레슬리 찰스
- 수 플랙
- 지아코모 곤넬라
- 후안마 라라

## 제작진
- 공동제작: 세바스찬 알바레즈
- 의상: 에스티발리즈 마르키에기
- 배역: 사라 빌벳츠아